# Бражник берізковий
Бражник берізковий (Agrius convolvuli) — вид метеликів родини бражникових. Широко поширений в Європі, Азії, Африці та Австралії; частково перелітний. Оскільки основною їжею гусені є рослини роду берізка (Convolvulus), звідси і надано назву виду латиною — «convolvuli» та українською мовою.

## Опис
Метелик досить великих розмірів, серед бражників Європи берізковий бражник є другим за розміром (після мертвої голови). Крила сіро-бурі, з тонким візерунком, що складається з різнохарактерних ліній, плямочок, смужок; задні крила з кількома темними смужками. На черевці рожеві кільця, що перетинаються сірою смужкою, яка йде від голови і проходить через усі сегменти черевця. Хоботок дуже довгий — від 80 до 100 мм.
Гусениця велика, до 100 мм завдовжки. За кольором приблизно така сама, як і метелик; по боках її — знизу й спереду назад і вгору проходить сім жовтих косих смужок, облямованих зверху чорним. Ріг жовтий з коричневим кінчиком.
Лялечка чорно-бура, з відстаючим хоботком.

## Спосіб життя

Поширення

Берізковий бражник віддає перевагу відкритим ландшафтам — сонячним схилам пагорбів, пустирі та перелоги. Як правило, уникають густих лісів, пустельних і високогірних регіонів. Часто трапляються на присадибних ділянках, квіткових клумбах, картопляних полях і живоплотах.
Вдень берізковий бражник ховається в гущавині рослинності, склавши свої крила; частково перелітний. Пошук їжі відбувається від настання сутінок до опівночі. Метелик живиться квітковим нектаром різних рослин. Найчастіше його можна виявити на квітках петуній, лілій, примули, тютюну, флоксів і дурману.
Самці знаходять самок по запаху. Самки відкладають від 200 до 1000 яєць на листя кормових рослин. Їх діаметр не перевищує 1 мм. Гусениці живляться переважно листям берізки польової (Convolvulus aevensis) і плетухи звичайної (Calystegia sepium). На півдні ареалу вони поїдають листя на батату (Ipomoea batatas) і бобових культур. У світлий час доби гусениці ховаються з нижньої сторони листків, а ввечері перебираються на верхню частину і приступають до трапези. У серпні вони підшукують відповідне місце для лялькування в м'якому ґрунті. До цього моменту вони виростають до 130 мм. Гусениці виривають ямку розміром з куряче яйце та заляльковуються в ній протягом 10-14 днів. Лялечки мають вигнуту форму й забарвлені в червонувато-коричневий колір. Їх довжина 50-60 мм. Виліт першої генерації відбувається з травня по червень, другої — з серпня по жовтень. У теплих регіонах може бути три генерації за сезон. Гусениці, що залялькувалися дуже рано, можуть пережити метаморфоз і вже у вигляді метелика полетіти на південь. Інші в помірних та холодних широтах намагаються перезимувати, але в більшості своїй гинуть в холодні зими. Виліт метеликів відбувається через 25-30 днів після заляльковування.
Тривалість життя метелика 1-2 місяці. Щороку метелики мігрують з південних регіонів на північ, досягаючи Скандинавії та навіть Ісландії.
Метелики охоче летять на світло, тому чимало їх гине на автострадах від зікнення з автомобілями.

## Галерея

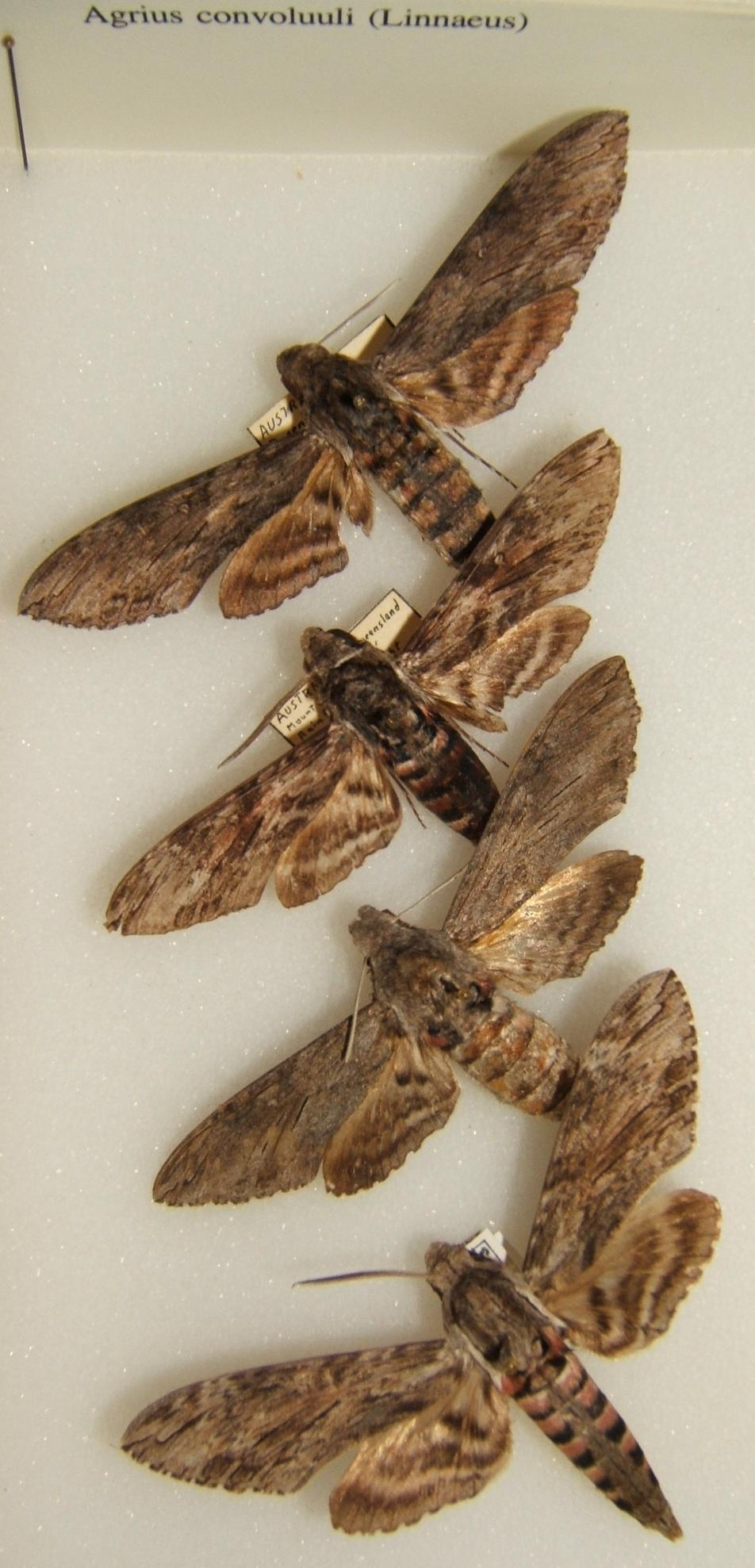
Варіації забарвлення метелика
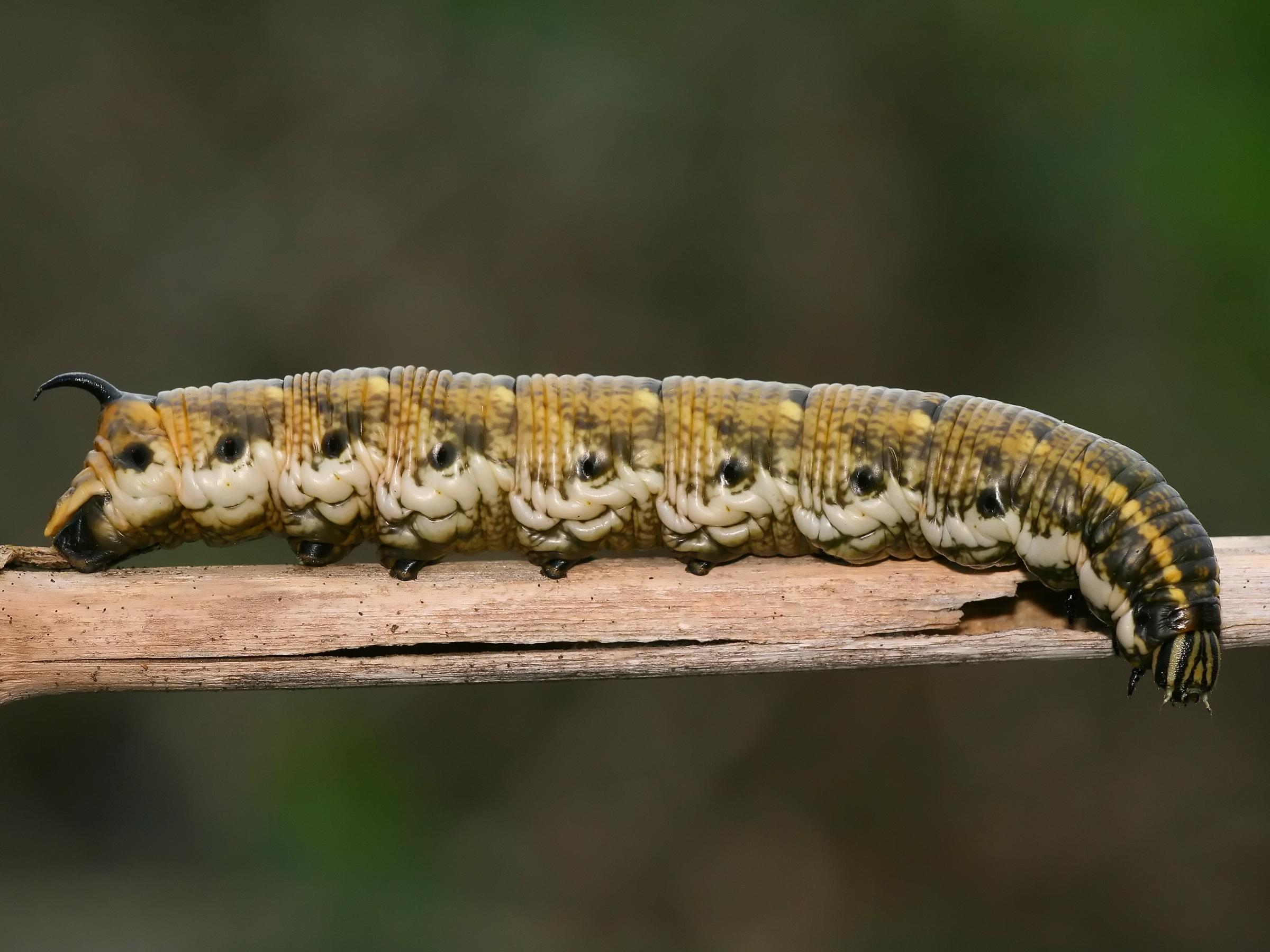
Гусінь
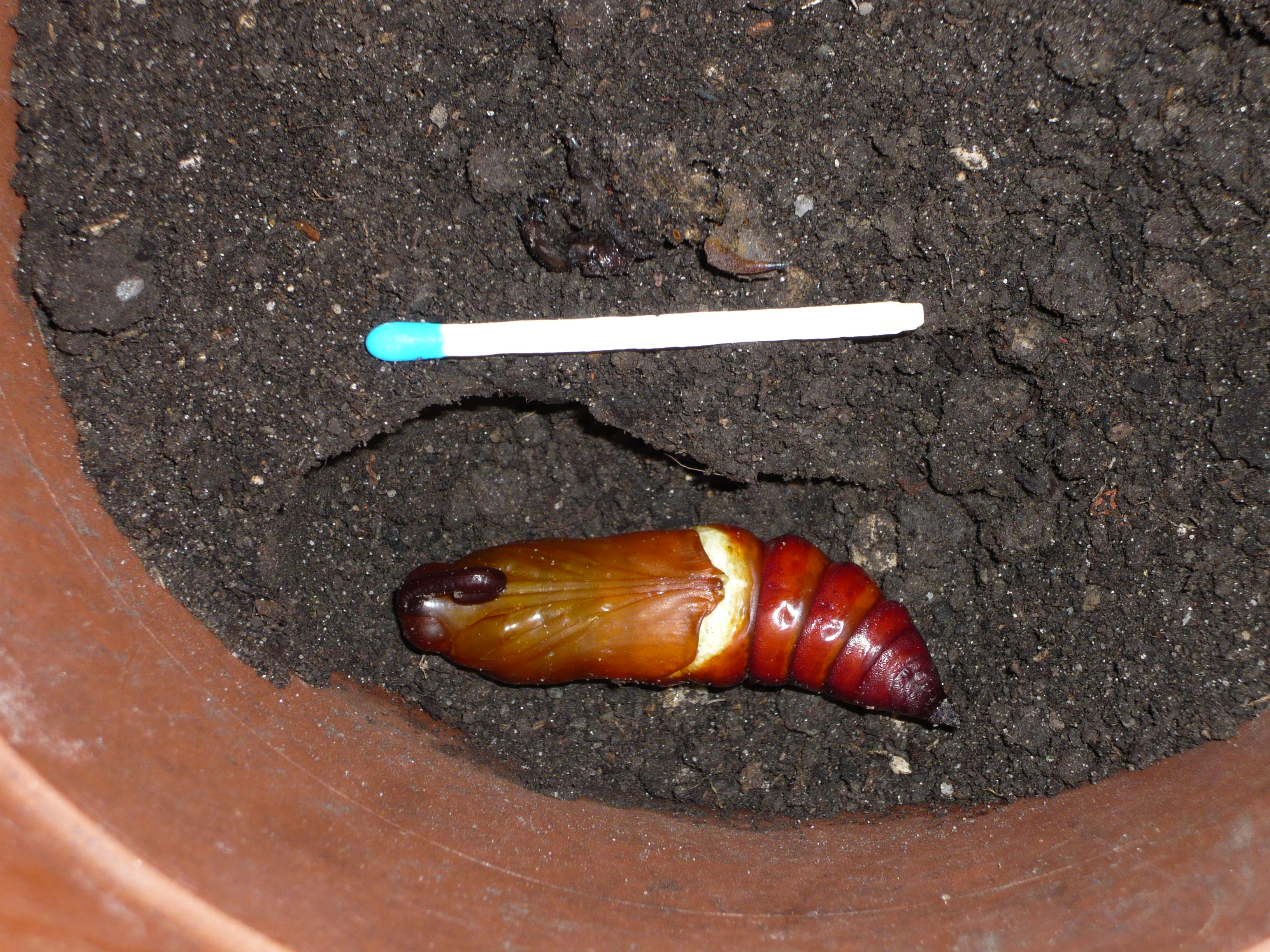
Лялечка
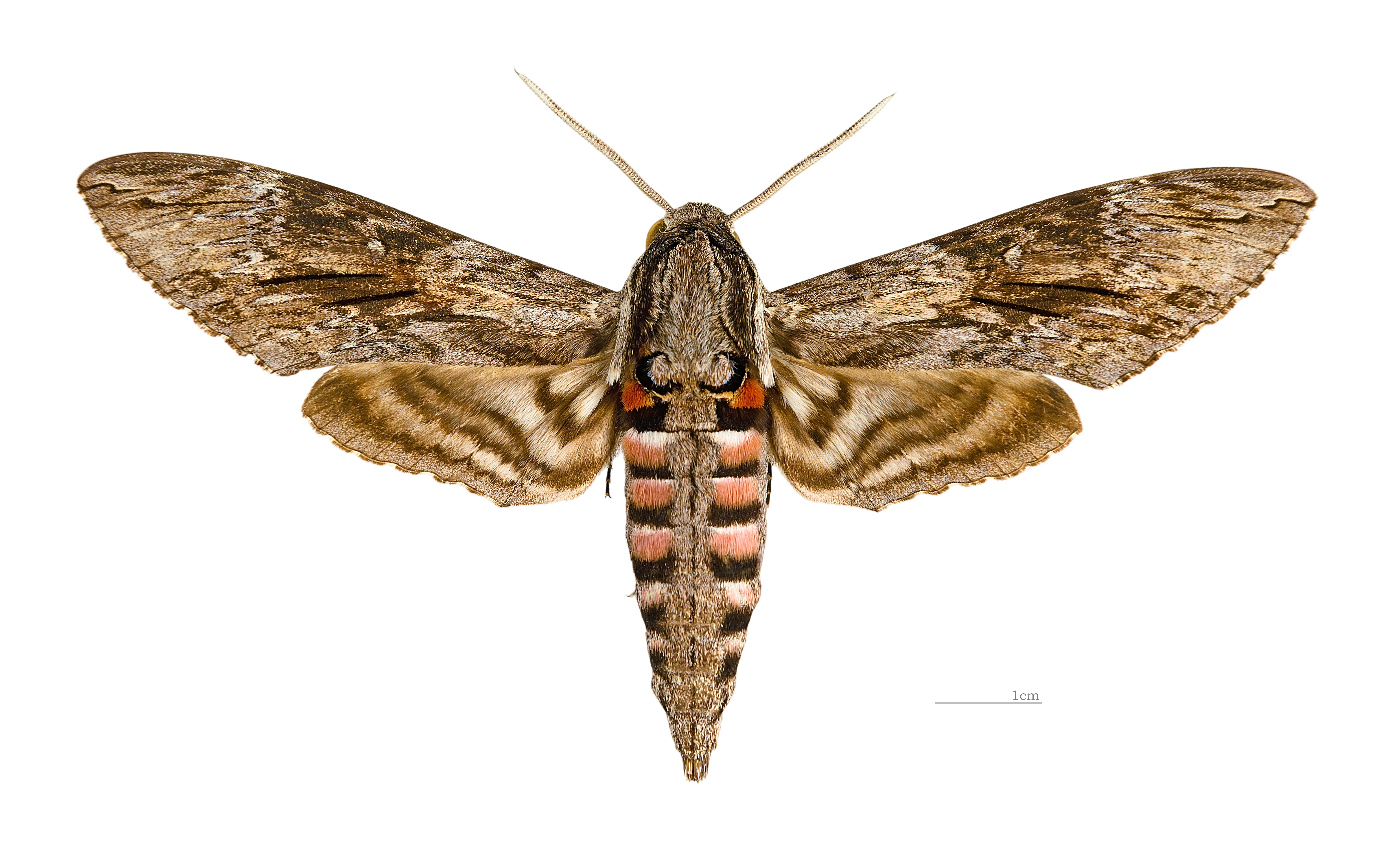
Самець зверху
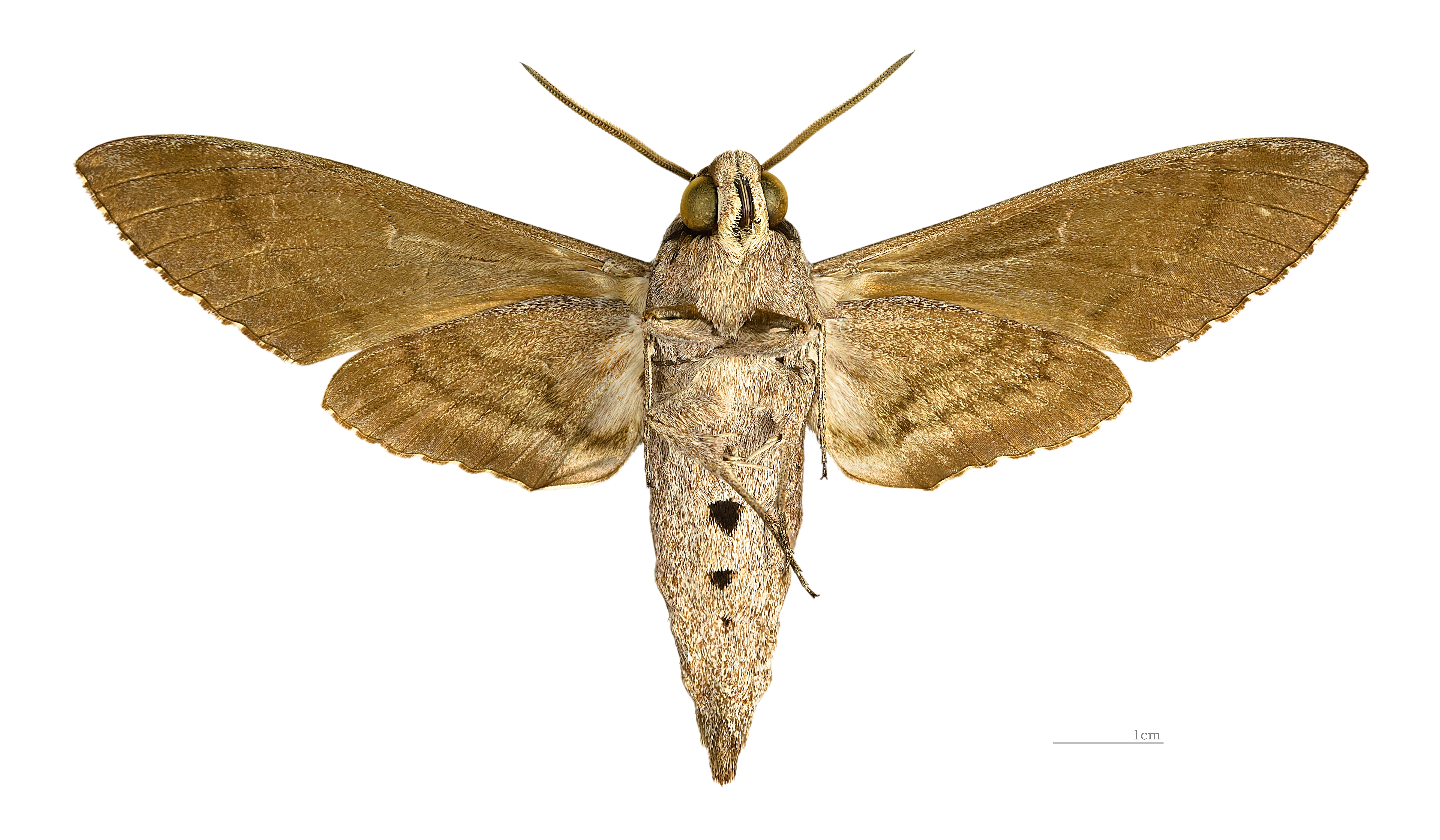
Самець знизу